# Lüscherz
Lüscherz (Frans (verouderd): Locras) is een gemeente en plaats in het Zwitserse kanton Bern, en maakt deel uit van het district Seeland.
Lüscherz telt 531 inwoners.